# Nodo (informática)

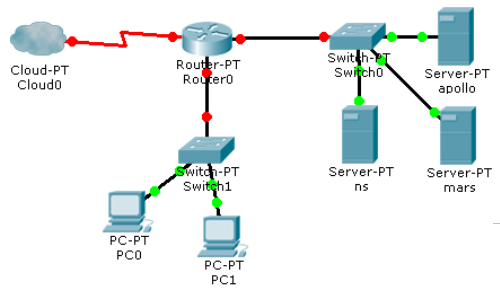
Nodo informático representado esquemáticamente

En informática y en telecomunicación, de forma muy general, un nodo es un punto de intersección, es un punto de conexión dentro de una red o sistema que puede enviar, recibir, almacenar o procesar información. Los nodos son elementos fundamentales en estructuras y sistemas distribuidos, como redes de computadoras, bases de datos, y estructuras de datos.Ahora bien, dentro de la informática la palabra nodo puede referirse a conceptos diferentes según el ámbito particular:
- En redes de computadoras cada una de las máquinas es un nodo, y si la red es Internet, cada servidor constituye también un nodo. El concepto de red puede definirse como:

| Conjunto de nodos interconectados. Un nodo es el punto en el que una curva se interseca consigo misma. Lo que un nodo es concretamente, depende del tipo de redes a que nos refiramos |

- En estructuras de datos dinámicas un nodo es un registro que contiene un dato de interés y al menos un puntero para referenciar (apuntar) a otro nodo. Si la estructura tiene solo un puntero, la única estructura que se puede construir con él es una lista, y si el nodo tiene más de un puntero se pueden construir estructuras más complejas como árboles o grafos.

- En sistemas distribuidos, un nodo es cualquier entidad (habitualmente una computadora, servidor o dispositivo) que forma parte del sistema y desempeña funciones específicas, como procesamiento, almacenamiento o comunicación. Cada nodo es autónomo pero está conectado a otros nodos a través de una red, lo que permite la colaboración y el intercambio de información para lograr un objetivo común. Tiene diferentes aplicaciones, ya sea en la computación en la nube, blockchain, redes P2P, Internet de las cosas (IoT) y bases de datos distribuidas (BDD)

#### Características generales.
1. Identidad única: Cada nodo tiene un identificador único, como una dirección IP en redes o una clave en estructuras de datos, que permite distinguirlo de otros nodos.
2. Capacidad de comunicación: Los nodos interactúan con otros nodos mediante protocolos y canales definidos para enviar y recibir información.
3. Procesamiento de datos: Pueden realizar tareas específicas como procesamiento, almacenamiento o ejecución de cálculos locales.
4. Conexión a un sistema mayor: Un nodo forma parte de un sistema más amplio, ya sea una red, una estructura de datos o un sistema distribuido.
5. Independencia parcial: Aunque es parte de un sistema, un nodo puede operar de forma autónoma hasta cierto punto (por ejemplo, manejando fallas de conexión temporal).
6. Resilencia o tolerancia fallos: En muchos sistemas, los nodos están diseñados para manejar errores locales sin afectar el funcionamiento global.